# 보이트 (기업)
보이트 그룹(Voith Group)은 독일 베를린에 본사를 두고 있는 다국적 기술 기업으로, 에너지, 제지, 원자재 및 운송 시장에서 사업을 운영하고 있다. 1867년에 설립되어 현재 약 22,000명의 직원과 52억 유로의 매출을 기록하고 있으며, 전 세계 60개국 이상에 지사를 두고 있다.

## 역사
1825년, 요한 마테우스 보이트(Johann Matthäus Voith)는 물레방아와 제지공장 수리를 주로 하는 하이덴하임 소재 아버지의 자물쇠 제작소를 인수하였다. 이루 프리드리히 고틀로프 켈러의 특허 디자인을 기반으로 최초의 목재 분쇄기를 개발, 이를 통해 산업 기업 보이트로서의 초석을 놓았다.
- 1903년
  - 나이아가라 폭포의 미국 측 수력 발전소와 중국 최초의 수력 발전소인 Shi Long Ba에 터빈을 공급하였다.
  - 오스트리아 장크트푈텐에 독일 외 최초의 자회사를 설립하였다.
- 1913년 - 최초의 자회사를 미국에 설립하였다.
- 1923년 - 기업 최초의 제지기기를 인도에 공급하였다.
- 1960년대 - 브라질·인도 시장 진출
- 1990년대 - 중국 시장 진출

## 사업
보이드는 약 60개국에 지사가 있으며 다국적 판매·서비스·생산·연구개발 네트워크를 보유하고 있다. 고속철도 부품 등 산업용 기계 사업을 하고 있다.